# Nekropole von Sa Pala Larga
Die Nekropole von Sa Pala Larga bei Bonorva in der Metropolitanstadt Sassari auf Sardinien besteht aus fünf besser erhaltenen Domus de Janas. Die Felsgräber liegen auf dem Bauernhof „Tenuta Mariani“.
Die Nekropole liegt in einem Gebiet mit einer hohen Konzentration von Domus de Janas. Um Bonorva sind fast 100 bekannt. In der Literatur eingeführt, bzw. veröffentlicht sind: die Nekropolen von Abialzu, Accalzos, Cadreas, Monte Donna, Funtana Elighe, Funtana Su Cannisone, Fruiles, Funtana Tutturche, Furria Cuguttu, Monte Abile, Monte Cannas, Puttos de Inza, San Lorenzo, Sant’ Andria Priu, Scala Mariani und Zuffinu.
Die Ausgrabungen von Sa Pala Larga begannen im Jahre 1996. Das 2002 entdecke Tomba 7 bezeugt die Bedeutung der Nekropole. Die großen roten Spiralen auf den Wänden sind beinahe einmalig (wie bei Nekropole von S’Elighe Entosu) auf der Insel. Tomba 7 mit einer großen tragenden Säule in der Mitte wurde zwischen 2008 und 2009 unter der Leitung des Archäologen Luisanna Usai, ausgegraben und dokumentiert. Typische architektonische Elemente sind Balkenimitationen zeitgenössischer Häuser (mit Satteldach), Pfeiler, Pilaster und Sockel, die wie bei Sant’ Andria Priu in Flachrelief aus dem Fels gehauen sind.